# Дітер Шварц
Дітер Шварц (нім. - Dieter Schwarz) (народився 24 вересня 1939) — німецький бізнесмен, мільярдер, власник Schwarz-Gruppe . Колишній голова та генеральний директор мережі супермаркетів Lidl та мережі гіпермаркетів Kaufland.

## Кар'єра
У 1973 році Дітер Шварц приєднався до компанії свого батька Йозефа Шварца "Lidl & Schwarz KG" пізніше відкривши перший супермаркет дискаунтер, натхненний Карлом і Тео Альбрехтами. 
Після смерті батька в 1977 році, Дітер взяв під контроль мережу дискаунтерів. Він став генеральним директором і почав розширювати бізнес за межами Німеччини. Невдовзі після цього Шварц купив права на назву Lidl у третьої особи на ім’я Людвіг Лідл, колишнього шкільного вчителя, для того, щоб обійти судову битву зі співвласником А. Лідлом.  

## Чисті активи
У 2009 році його статки вже оцінювали в 10 мільярдів євро. Станом на жовтень 2012 року статки сягли в сумі до 12 мільярдів євро, що на 500 млн. більше ніж у 2011 році. У 2013 році статки Шварца оцінювали в 19,6 мільярда євро, і він займав 24 місце в рейтингу найбагатших людей у світі. Станом на лютий 2014 року він був 23-ю найбагатшою людиною в світі в рейтингу Hurun Report Global Rich List.
У 2023 році Forbes назвав Шварца найбагатшою людиною в Німеччині та 25-ю найбагатшою людиною в світі зі статками в 47,2 мільярда доларів США. З 1999 року Шварц керує своїми ресурсами через звільнений від податків фонд Дітера Шварца (gGmbH, товариство з обмеженою відповідальністю і благодійною метою), коли він передав йому свої акції в Lidl і Kaufland, вирішуючи, яка частина його прибутку буде йти до фонду.  Наприклад, Фонд Дітера Шварца підтримує освітні та дитячі заклади, а також наукові та дослідницькі проєкти. 
Відповідно до списку найбагатших людей світу Forbes від 8 березня 2024 року Дітер Шварц посідає 37 місце зі статками 38 мільярдів доларів.

## Особисте життя
У 1963 році Шварц одружився на Францисці Вайперт. Вони живуть у Хайльбронні та мають двох доньок Регіну та Моніку.  На нього сильно вплинуло його членство в протестантській вільній церковній громаді. Шварц відомий тим, що дуже захищає свою конфіденційність, настільки, що в ЗМІ відсутні будь-які записи про Шварца, також він відмовляється від будь-яких інтерв’ю. Станом на сьогодні, відомо лише про три його фотографії в пресі або в пошуковику зображень Google.   